# (549) Jessonda
(549) Jessonda ist ein Asteroid des Hauptgürtels, der am 15. November 1904 von Max Wolf entdeckt wurde.
Der Asteroid wurde benannt nach der Hauptfigur aus der Oper Jessonda von Louis Spohr.